# 後藤リウ
後藤 リウ（ごとう リウ、1967年 - ）は、日本の小説家。ライトノベル作家、脚本家。

## 人物・経歴
三重県四日市市出身。愛知県名古屋市在住。南山大学文学部国語学国文学科を卒業後、文筆の道に進む。他名義で3冊の小説を刊行したと述べている。その後、2003年に角川スニーカー文庫より『機動戦士ガンダムSEED』のノベライズ・シリーズで現在名義でデビュー。以後同社レーベルを中心に執筆。オリジナルの小説作品も多い。

## 書籍リスト

### オリジナル・リミックス作品
- イリーガル・テクニカ(1) さまよえる賢者 (角川スニーカー文庫、2004年9月)
- イリーガル・テクニカ(2) 賢者の条件 (角川スニーカー文庫、2005年1月)
- イリーガル・テクニカ(3) 賢者の秘都 (角川スニーカー文庫、2006年7月)
- イリーガル・テクニカ(4) 囚われの賢者 (角川スニーカー文庫、2007年5月)
- イリーガル・テクニカ(5) 賢者のゆくえ (角川スニーカー文庫、2007年7月)
- スクウォッター 僕と僕らの境界線 (徳間デュアル文庫、2008年6月)
- ちょこプリ! 1. 巨人になった日 (講談社ラノベ文庫、2011年12月)
- ちょこプリ! 2. 勇者になった日 (講談社ラノベ文庫、2012年3月)
- ちょこプリ! 3．ひとつになった日　(講談社ラノベ文庫、2012年3月)
- 聖者が殺しにやってくる (角川書店 単行本、2013年6月)
- 夢守りの姫巫女 魔の影は金色 （講談社X文庫ホワイトハート、2016年6月）
- 夢守りの姫巫女 暁の竜は緋色 （講談社X文庫ホワイトハート、2016年8月）
- 夢守りの姫巫女 君の目に映る世界は青色 （講談社X文庫ホワイトハート、2016年11月）
- こっこ屋のお狐さま （小学館文庫キャラブン!、2018年5月）
- こっこ屋のお狐さま 銀の嵐と黒狐 （小学館文庫キャラブン!、2019年2月）

### ノベライズ作品
- 機動戦士ガンダムSEED(1)  (角川スニーカー文庫、2003年4月)
- 機動戦士ガンダムSEED(2)  (角川スニーカー文庫、2003年7月)
- 機動戦士ガンダムSEED(3)  (角川スニーカー文庫、2003年9月)
- 機動戦士ガンダムSEED(4)  (角川スニーカー文庫、2003年11月)
- 機動戦士ガンダムSEED(5)  (角川スニーカー文庫、2004年2月)
- 機動戦士ガンダムSEED DESTINY(1) 怒れる瞳 (角川スニーカー文庫、2005年3月)
- 機動戦士ガンダムSEED DESTINY(2) さまよう眸 (角川スニーカー文庫、2005年7月)
- 機動戦士ガンダムSEED DESTINY(3) すれ違う視線 (角川スニーカー文庫、2005年9月)
- 機動戦士ガンダムSEED DESTINY(4) 示される世界 (角川スニーカー文庫、2005年11月)
- 機動戦士ガンダムSEED DESTINY(5) 選ばれた未来 (角川スニーカー文庫、2006年4月)
- ラメント(1) はじまりの歌 (原作/淵井鏑、角川スニーカー文庫、2008年4月)
- ラメント(2) 2つの月 (原作/淵井鏑、角川スニーカー文庫、2008年9月)
- こばと。(1) 空から来た少女 (原作/CLAMP、角川つばさ文庫、2010年4月)
- こばと。(2) たったひとつの願い (原作/CLAMP、角川つばさ文庫、2010年7月)
- 貞子3D2－再誕 (角川ホラー文庫、2013年7月)
- うしろ ふきげんな死神。 (イラスト:toi8、角川ホラー文庫、2014年9月)
- うしろ 放課後の王国。 (イラスト:toi8、角川ホラー文庫、2015年2月)
- うしろ 死神と白の聖女。 (イラスト:toi8、角川ホラー文庫、2015年12月)
- 人間回収車 〜地獄からの使者〜（原作/泉道亜紀、小学館ジュニア文庫、2017年5月）
- 人間回収車 〜絶望の果て先〜（原作/泉道亜紀、小学館ジュニア文庫、2017年11月）
- 人間回収車 〜転落の闇路〜（原作/泉道亜紀、小学館ジュニア文庫、2021年4月）
- 小説 機動戦士ガンダムSEED FREEDOM(上) （角川コミックス・エース、2024年1月）
- 小説 機動戦士ガンダムSEED FREEDOM(下) （角川コミックス・エース、2024年3月）

## 脚本
- 機動戦士ガンダムSEED FREEDOM（2024年） - ※両澤千晶、福田己津央と共同[4]